# Royal (Illinois)
Royal es una villa en el condado de Champaign, en el estado estadounidense de Illinois. La población era de 279 en el censo del 2000.

## Geografía
Royal se localiza a 40°11′36″N 87°58′23″O / 40.19333, -87.97306 (40.193408, -87.973189).
De acuerdo a la Oficina del Censo de los Estados Unidos, la villa tiene un área total de 1.0 millas cuadradas (1.0 km²), toda de tierra.

## Demografía
Según el censo de 2000, había 279 personas, 128 hogares y 81 familias residían en la villa. La densidad de población era de 1,239.9 personas por milla cuadrada (468.4/km ²). Había 133 viviendas en una densidad media de 591.1/sq mi (223.3/km ²). La distribución por razas de la aldea era 100.0% blancos.
Había 128 casas de las cuales 24.2% tenían niños menores de 18 años que vivían con ellos, el 53.9% son parejas casadas que viven juntas, 6.3% tenían una cabeza de familia mujer sin presencia del marido y 36.7% eran no-familias. 32.8% de todas las casas fueron compuestos de individuos y 21.9% tienen a alguna persona anciana de 65 años de edad o más. El tamaño medio de la casa era 2.18 y el tamaño medio de la familia era 2.78.
En la villa la población separada es 19.4% menor de 18 años, el 5.4% de 18 a 24, 28.7% de 25 a 44, 25.8% a partir 45 a 64, y el 20.8% tiene más de 65 años de edad o más. La edad media fue de 43 años. Por cada 100 mujeres había 87.2 varones. Por cada 100 mujeres mayores de 18 años, había 95.7 hombres.
La renta mediana para una casa en la aldea era $ 47,429, y la renta mediana para una familia era $ 60,833. Los varones tenían una renta mediana de $ 39,167 contra $ 26,250 para las mujeres. El ingreso per cápita de la aldea era $ 22,019. Ninguna de las familias y 0.6% de la población estaban por debajo de la línea de pobreza, incluyendo 3.8% de los menores de 18 años y 3.8% de esos son mayores de 65 años.

## Historia
Royal, Illinois, es un pequeño pueblo que consta de un par de elevadores de granos en la intersección de una vía férrea y del County Road 20. Con sólo unas pocas docenas de casas, la ciudad cuenta con una población mínima de cerca de 300 personas. Sin embargo, esta pequeña comunidad rural en silencio comparte un patrimonio de una comunidad que puede lograr grandes cosas con la visión compartida.
Hace casi cien años, el pueblo de Iglesia Luterana de St. John decidió trasladar su edificio de la iglesia en la ciudad, para servir mejor a las generaciones actuales y futuras de las personas en el pueblo de Royal. No todo el mundo quería inicialmente para mover el edificio de la iglesia;. la votación se dividió a moverse estrictamente. Sin embargo, después de haber tomado la decisión, la congregación, se juntaron y abrazó la visión de un ministerio en el pueblo de Royal. La gente trabajando juntos durante muchas horas, difíciles de mudar su iglesia. Con cuidado y con amor, los hombres y los niños de la congregación construyeron la iglesia, ladrillo por ladrillo, y se transportan los ladrillos desde fuera del condado en el pueblo de Royal. Allí, las mujeres y los hombres mayores de la congregación cuidadosamente limpiaron el mortero de los ladrillos, uno por uno, para proporcionar las bases para una nueva Iglesia Luterana de St. John de servir al pueblo de Real. Fue una labor compartida de amor. La iglesia sigue en pie hoy en día, con 831 miembros y una asistencia media de 200 personas.